# Вікінгур (Оулафсвік)
«Вікінгур» (ісл. Ungmennafélagið Víkingur) — ісландський футбольний клуб із міста Оулафсвік, який виник у 1928  році. Виступає у Першій лізі Ісландії. 
«Вікінгур» проводить домашні зустрічі на стадіоні «Оулафсвікурвеллюр», місткість якого складає 1130 чоловік. Основна форма команди — синя.

## Історія
Протягом більшої частини своєї історії клуб виступав у нижчих лігах країни. У 1974-му команда пробилася у другий дивізіон, але швидко вилетіла назад. «Вікінгур» ще кілька разів успішно грав у третьому і другому дивізіонах, але в еліту до 2012 року вийти не міг. У сезоні 2012 клуб фінішував другим з великим відривом від третього місця (9 очок) і вперше завоював путівку в перший дивізіон.